# Heinrich Christian Friedrich von Pachelbel-Gehag
Heinrich Christian Friedrich von Pachelbel-Gehag (* 27. Juni 1763 in Zweibrücken; † 19. Februar 1838 in Berlin; auch Heinrich Pachelbel von Gehag oder Heinrich von Pachelbel zu Gehag) war Kanzler in Schwedisch-Pommern und der erste Regierungspräsident im preußischen Regierungsbezirk Stralsund.

## Herkunft
Das sudetendeutsche Geschlecht ging auf Wolf Adam Pachelbel von Gehag (1599–1649), Bürgermeister der Stadt Eger in Böhmen, zurück. Heinrich von Pachelbel war der Sohn von Georg Wilhelm von Pachelbel, Gesandter und bevollmächtigter Minister aus Pfalz-Zweibrücken in Paris und dessen Ehefrau Philippine Ehrmanns.

## Leben
Heinrich besuchte von 1772 bis 1778 das Herzog-Wolfgang-Gymnasium in Zweibrücken, anschließend ging er für zwei Jahre nach Colmar an das Akademische Erziehungsinstitut. Von 1781 bis 1784 studierte er an den Universitäten Gießen und Göttingen.
1785 wurde er Assessor der herzoglichen Regierung in Pfalz-Zweibrücken. Gleichzeitig wurde er zum Kammerjunker und Attaché des Departements der auswärtigen Geschäfte ernannt. 1788 ging er nach Stralsund, das zu dieser Zeit zu Schwedisch-Pommern gehörte, wo er Referendar und am 21. November 1789 Regierungsrat wurde. 1810 wurde er zum Kanzler der schwedischen Regierung in Stralsund ernannt. Für seine Verdienste für die Verwaltung der schwedischen Provinz wurde er am 26. November 1810 mit dem Nordstern-Orden ausgezeichnet, im März 1813 wurde ihm das Großkreuz des Nordstern-Ordens verliehen.
1815 kam Schwedisch-Pommern an Preußen. Hier wurde er 1816 zum Ritter des Roten Adlerordens zweiter Klasse ernannt. 1817 wurde Heinrich von Pachelbel von König Friedrich Wilhelm III. zum Regierungspräsidenten des neugebildeten Regierungsbezirks Stralsund bestimmt. Da die neuvorpommerschen Landstände sich der Umgestaltung der Verwaltung widersetzten, konnte er erst 1818 durch Johann August Sack, den Oberpräsidenten der Provinz Pommern, in sein Amt eingesetzt werden.
1825 ging er in den Ruhestand und lebte seitdem in Berlin, wo er sich schriftstellerischen Tätigkeiten widmete.

## Familie
Aus seiner Ehe mit Marie Charlotte von Sodenstern entstammt:
- August Heinrich (* 10. April 1795; † 12. November 1857), preußischer Wirklicher Geheimer Rat ⚭ Charlotte Schoultz von Ascheraden (* 16. Mai 1804; † 3. November 1869)[1], eine Schwester des preußischen Gesandten August Ludwig Schoultz von Ascheraden -> Linie Pachelbel-Gehag-Ascheraden

## Schriften (Auswahl)
- Beiträge zur Kenntnis der Schwedisch-Pommerischen Staatsverfassung als Supplement zur Gadebuschischen Staatskunde von Schwedisch-Pommern. Lange, Berlin 1802.
- Schwedisch-Pommersch-Rügianischer Staats-Calender. Struck, Stralsund 1804.